# طلال دیرکی
طلال دیرکی (انگلیسی: Talal Derki؛ زادهٔ ۲۴ ژوئیهٔ ۱۹۷۷) کارگردان فیلم، فیلم‌نامه‌نویس، و تهیه‌کننده فیلم اهل سوریه است. او برنده بیش از بیست جایزه مختلف از جشنواره‌های متعدد بین‌المللی فیلم شده‌است.